# Wilhelm Novy
Wilhelm Novy (geboren 20. Februar 1892 in Zuckmantel bei Teplitz, Österreich-Ungarn; gestorben 6. April 1978 in Landshut) war ein tschechoslowakischer Politiker.

## Leben und Tätigkeit
Novy war eines von sechs Kindern des Glasbläsers Wenzel Novy und seiner Ehefrau Sophie.
1912 trat er in die Sozialdemokratische Partei Österreichs (SDAP) ein.
Von 1915 bis 1918 nahm Novy mit der k.-und-k.-Armee am Ersten Weltkrieg teil. Nach dem Krieg wurde er hauptberuflicher Parteifunktionär: Von 1919 bis 1926 fungierte er als  Kreissekretär der DSAP in Dux und dann von 1927 bis 1938 als Kreissekretär in Eger. Von 1927 bis 1938 gehörte er zudem als Verordneter der Stadtverordnetenversammlung von Eger sowie von 1934 bis 1938 der böhmischen Landesvertretung an.
Nach dem Machtantritt der Nationalsozialisten in Deutschland im Frühjahr begann Novy von Böhmen aus gegen den NS-Staat zu arbeiten. Berichten der nationalsozialistischen Überwachungsorgane zufolge beteiligte er sich an der Einschmuggelung von illegalen sozialdemokratischen Druckschriften nach Deutschland sowie an der Sammlung von Informationen für Bericht über das politische und gesellschaftliche Geschehen innerhalb des Reiches.
Im Gefolge der Annexion der Sudetengebiete durch das Deutsche Reich emigrierte Novy im Oktober 1938 nach Großbritannien. Als sich 1938 die Absicht der nationalsozialistischen Führung abzeichnete, Teile der Tschechoslowakei gewaltsam zu annektieren, entwarf unter dem Titel „Der organisierte Aufstand in Eger“ einen auf den 18. September 1938 datierten Plan der deutschen Aggression Widerstand entgegenzusetzen.
Nachdem derartige Pläne sich nicht verwirklichen ließen, floh Novy im Oktober 1938 in die Emigration nach Großbritannien. Da er sich durch seine aktive Betätigung gegen die nationalsozialistischen Expansionsbestrebungen als Feind der Hitler-Diktatur exponiert hatte, wurde Novy im Frühjahr 1940 vom Reichssicherheitshauptamt auf die sogenannte Sonderfahndungsliste G.B., ein Verzeichnis von Personen, die der Führung der SS und Gestapo als besonders gefährlich galten – oder ihr besonders verhasst waren –, die im Falle einer erfolgreichen Invasion und Besetzung der britischen Insel von Sonderkommandos der SS automatisch und vorrangig in Haft genommen werden sollten.
1949 wurde Novy in Großbritannien eingebürgert. 1964 siedelte er nach Deutschland über.

## Familie
1934 heiratete er Klara Netsch (* 1907). Aus einer früheren Ehe hatte er drei Kinder. Sophie (* 1914), Edith (* 1929) und Irmgard
(* 1934).